# Ralph A. James
Ralph Arthur James (Salt Lake City, Utah, Estados Unidos, 23 de septiembre de 1920 - Álamo, Contra Costa County, California, EE. UU., 24 de febrero de 1973) fue un químico estadounidense, co-descubridor de dos elementos químicos transuránidos en la Universidad de Chicago: el curio en 1944 y el americio en 1944-45. Posteriormente trabajó en la Universidad de California Los Ángeles, y en el Laboratorio de Radiación Lawrence, en Livermore (California). También trabajó en la química del niobio y sobre espectroscopia nuclear.

## Carrera científica
James formaba parte del Laboratorio de Metalurgia de la Universidad de Chicago, el equipo que dirigía Glenn T. Seaborg. Disponían de cantidades importantes de plutonio (descubierto en 1940-41) que estaba siendo producido en Hanford Site para fabricar armas nucleares. Ello les permitió descubrir dos nuevos elementos, aunque las dificultades para su estudio y aislamiento fueron muy grandes.
En 1944, Seaborg decidió extender la búsqueda a elementos de mayor número atómico, indicando a los químicos Ralph A. James y Leon O. Morgan que irradiasen plutonio y enviasen las muestras a Chicago para que Albert Ghiorso las analizase. Mediante la identificación de las partículas alfa características emitidas encontraron estos nuevos elementos.

### Descubrimiento del curio
El curio (número atómico 96) fue descubierto en 1944 por Glenn T. Seaborg (1912-1999), Ralph A. James, y Albert Ghiorso durante su trabajo en tiempos de la Segunda Guerra Mundial en el Laboratorio de Metalurgia de Chicago, dentro del proyecto Manhattan, bombardeando plutonio con iones helio. Recibe ese nombre en honor de Pierre Curie y Marie Sklodowska Curie.

### Descubrimiento del americio
Igualmente, el americio (número atómico 95) fue descubierto en 1944-45 por Glenn T. Seaborg (1912-1999), Ralph A. James, Leon O. Morgan (Tom), y Albert Ghiorso durante su trabajo con plutonio en la Universidad de Chicago dentro del proyecto Manhattan, mediante irradiación de plutonio con neutrones dentro del ciclotrón de 60 pulgadas de la Universidad de California en Berkeley. Recibe ese nombre en honor del continente americano.

## Premios y distinciones
- Miembro de la Fundación Guggenheim en 1955, en representación de la Química.

## Publicaciones
* The New Element Curium (Atomic Number 96). Glenn T. Seaborg, Ralph A. James, & Albert Ghiorso. Enero de 1948.
- Calculation of radioactive iodine concentrations in milk and human thyroid as a result of nuclear explosions. Ralph A. James. UCRL 7716. Nuclear Explosions - Peaceful Applications, UC-35. Universidad de California, Lawrence Radiation Laboratory, 1964.